# CompactPCI

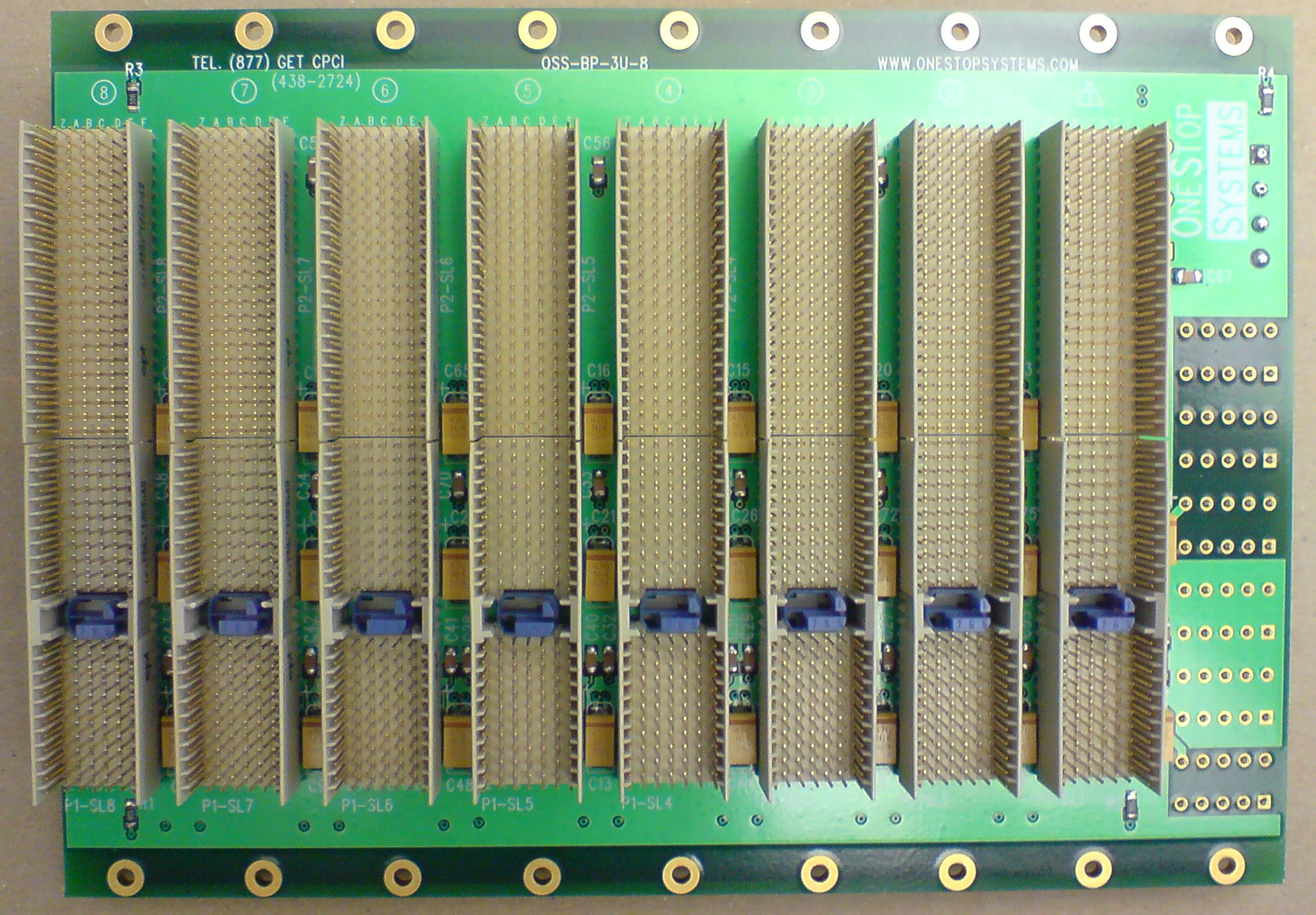
CompactPCI backplane met 8 slots

CompactPCI is een bussysteem voor industriële computers dat ontwikkeld werd in 1994. Het wordt toegepast in high-end systemen met een passieve backplane die hoge prestaties moeten leveren en aan strenge robuustheids- en betrouwbaarheidseisen moeten voldoen. CompactPCI kan flexibel worden geconfigureerd als een modulair systeem met meerdere computers en is gebaseerd op het Eurocard-formaat. In 1997 werd CompactPCI verder ontwikkeld en geoptimaliseerd voor meettechniek. De resulterende PXI-standaard is grotendeels compatibel met de CompactPCI-specificatie. In 1999 werd CompactPCI een officiële PICMG-standaard.
De verbinding met de backplane vindt plaats via vijfrijige gasdichte en afgeschermde connectoren. Bij CompactPCI is het de bedoeling dat kaarten losgekoppeld kunnen worden terwijl het systeem in bedrijf is (hot swapping). Dit vereist zowel mechanische (verschillende pinlengtes), elektrische (geen interferentie via de backplane) als ook programmatische maatregelen voor het gecontroleerd activeren en deactiveren van drivers.
CompactPCI-backplanes kunnen maximaal acht slots bevatten, waarvan het zogenaamde systeemslot bedoeld is voor de CPU-kaart met de busarbiter. Het aantal kaarten kan verder worden uitgebreid met een PCI-naar-PCI-bridge.
CompactPCI wordt afgekort als "cPCI" of "CPCI" in de omgangstaal. PICMG heeft echter afstand genomen van deze benamingen. Ze worden officieel niet meer gebruikt.